# Офелия (спътник)
Вижте пояснителната страница за други значения на Офелия.
Офелия е естествен спътник на Уран, носещ името на дъщерята на Полоний от пиесата на Уилям Шекспир Хамлет. Офелия е спътник овчар, отговорен за поддържането на епсилон пръстена на планетата. Офелия се намира на подстационарна орбита.
Спътникът е открит на снимки заснети от Вояджър 2 на 20 януари 1986 г., като му е дадено предварителното означение S/1986 U 8. Като алтернатива се употребява Уран 7.
Виж още: астероидът 171 Офелия.